# Шапки (Полтавський район)
Шапки́ — село в Україні,  у Білицькій селищній громаді Полтавського району Полтавської області. Населення становить 73 особи. До 2020 орган місцевого самоврядування — Бутенківська сільська рада.

## Географія
Село Шапки знаходиться на правому березі річки Кобелячка та річки Малий Кобелячок в місці їх злиття, нижче за течією на відстані 2,5 км розташоване село Бутенки, вище за течією та на протилежному березі — село Дрижина Гребля. Поруч проходить автомобільна дорога М22 (E577).

## Населення

### Мова
Розподіл населення за рідною мовою за даними перепису 2001 року:
| Мова       | Кількість | Відсоток |
| ---------- | --------- | -------- |
| українська | 70        | 95.89%   |
| російська  | 3         | 4.11%    |
| Усього     | 73        | 100%     |

## Історія
12 червня 2020 року, відповідно до розпорядження Кабінету Міністрів України № 721-р «Про визначення адміністративних центрів та затвердження територій територіальних громад Полтавської області», село увійшло до складу Білицької селищної громади.
19 липня 2020 року, в результаті адміністративно - територіальної реформи та ліквідації  Кобеляцького району, село увійшло до складу новоутвореного Полтавського району.